# Thomas Rich (1er baronnet)
Thomas Rich, 1er baronnet (c 1601 - 15 octobre 1667) est un marchand et homme politique anglais qui siège à la Chambre des communes en 1660. Il fonde l'école Sir Thomas Rich's, un lycée.

## Biographie
Il est né à Gloucester, fils de Thomas Rich, échevin de la ville, et Anne, fille de Thomas Machin, en 1601. Il est envoyé à l'école à Londres et poursuit ses études au Wadham College d'Oxford. Par la suite, il travaille dans la ville de Londres dans le commerce d'importation de vin. Il achète plus tard le manoir de Sonning, près de Reading.
En 1657, Rich est nommé shérif de Berkshire et en 1660 élu député pour Reading au Parlement de la Convention. En 1661, Charles II le crée baronnet de Sunning, Berkshire.
Il est mort en 1667 et est enterré dans la chapelle Rich de l'église paroissiale de Sonning - son monument a été déplacé sous le clocher de l'église.
Dans son testament, Rich laisse 6 000 £ et sa maison à Gloucester pour établir une école pour les garçons pauvres. L'argent est investi dans des terres agricoles locales et le loyer généré par la maison est utilisé pour payer l'entretien et le fonctionnement de l'école. L'école de Sir Thomas Rich ouvre ses portes en 1668, un an après la mort de Rich, et est toujours utilisée aujourd'hui comme lycée, mais pas dans son emplacement d'origine. Le psaume de Tommy (la chanson de l'école) décrit l'histoire de l'école (quoique incorrectement).